# Musée d'histoire de la ville de Luxembourg
Le Lëtzebuerg City Museum (avant mai 2017: musée d’histoire de la ville de Luxembourg) est situé rue du Saint-Esprit, à Luxembourg. Conçu par l’architecte luxembourgeoise Conny Lentz, il a été fondé le 22 juin 1996.
Dans des expositions permanentes et temporaires, il retrace l’histoire du développement historique et urbain de la capitale du Luxembourg.

## Galerie photographique

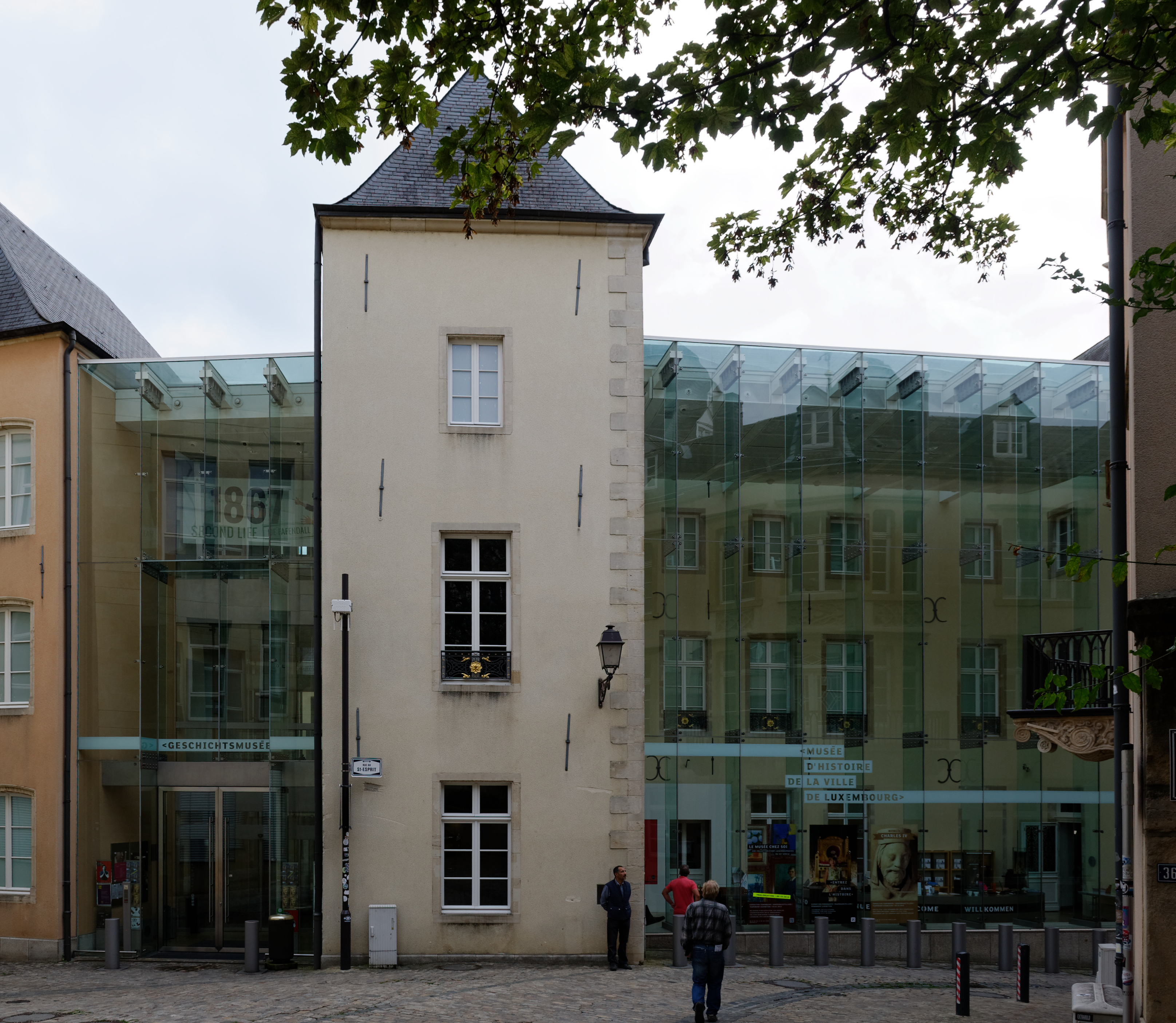
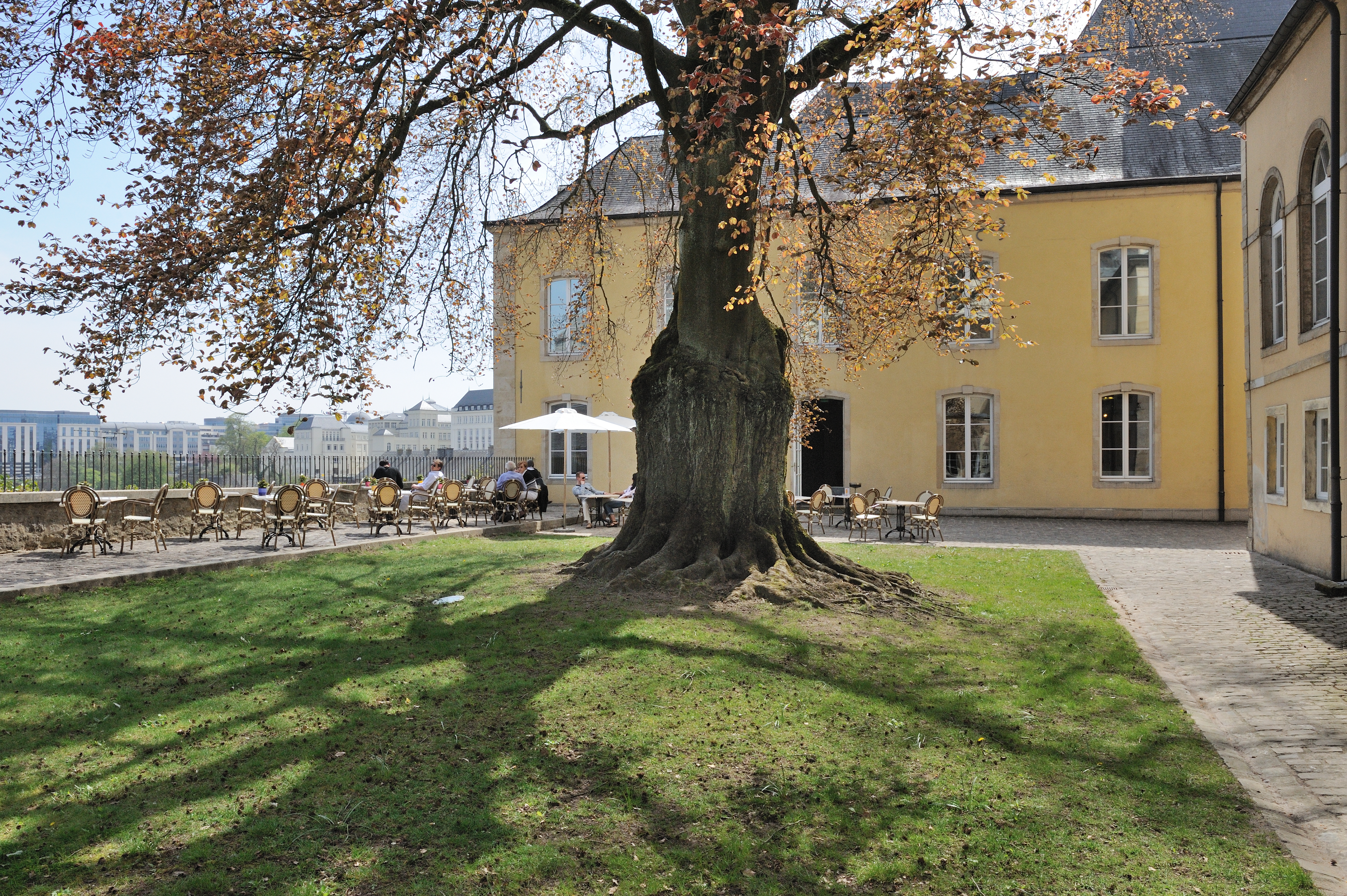